# Piti Español
Pere Jordi Español i Castells, conegut artísticament com a Piti Español (Barcelona, 1954) és un guionista català. Es va llicenciar en Història Moderna per la Universitat de Barcelona. Treballà com a professor de gimnàstica i d'acrobàcia en una escola de teatre, va treballar, i comença en el teatre a l'obra Morí el Merma de La Claca.
Va debutar com a guionista el 1984 escrivint guions de programes i sèries de televisió per a TVE (Ahí te quiero ver, Tariro, tariro) i per TV3 (Oliana Molls i l'astàlec de bronze, Les tres bessones el 1993, La Lloll el 1995 o Estació d'enllaç el 1996). També ha fet de trapezista, acròbata i pallasso d'un circ a Sud-àfrica durant l'apartheid.
També ha fet telefilms i guions de pel·lícules. El guió d'Otros días vendrán (2005) el va fer candidat al Goya al millor guió original. I el guió de The Pelayos, al Gaudí a la millor pel·lícula en llengua no catalana de 2013.
També ha escrit llibres i l'obra de teatre Mans quietes! guanyadora del Premi de Teatre Ciutat d'Alzira (2009) i estrenat en català a València.

## Filmografia
- Les tres bessones (1993)
- La Lloll (1995)
- Estació d'enllaç (1996)
- Sitges (1996)
- El cor de la ciutat (2001)
- La vida de nadie (2002)
- Majoria absoluta (2004)
- Otros días vendrán (2005)
- The Pelayos (2012)
- ¡Atraco! (2012)
- Al costat de casa (2016)